# Arath de la Torre
Arath de la Torre Balmaceda (Mexico; 20 mars 1975), est un acteur et humoriste mexicain.

## Carrière
Il fait ses classes préparatoires à Cancun. À l'âge de 17 ans, Arath quitte Cancun pour étudier au Centre d'Éducation Artistique dans la ville de Mexico. En 1995, il fait ses débuts dans la telenovela Caminos cruzados pour Televisa, principal fournisseur de chaînes de télévision au Mexique. L'acteur se fait remarquer par son sens de l'humour et par sa capacité d'interpréter différents types de personnages.
Après avoir joué des rôles secondaires dans de nombreuses telenovelas, il joue des rôles principaux dans quelques mélodrames comme Tú y yo, Soñadoras, Alegrijes y rebujos et Zacatillo, un lugar en tu corazón.
En 1998, il est en vedette dans la telenovela Soñadoras, puis en 2001 dans la telenovela Amigas y rivales en incarnant Roberto de la O Terán. Plus tard en 2011, il est protagoniste dans Una familia con suerte, où il incarne le charismatique Pancho López et partage la vedette avec Mayrín Villanueva, Luz Elena González, Daniela Castro, Sergio Sendel et Alicia Rodríguez. En 2013, il fait una apparition spéciale dans la telenovela Porque el amor manda, dans le même rôle qu'il interprétait dans Una familia con suerte.
En 2014, il se fait connaître à l'international avec la production Hada Madrina dirigée par le réalisateur de cinéma espagnol  Biel Fuster. Dans cette telenovela, Arath interprète le personnage du président du Conseil de Magie.
En 2015, il joue dans la telenovela Antes muerta que Lichita aux côtés  de Maité Perroni, Eduardo Santamarina, Ingrid Martz et Chantal Andere.

## Filmographie

### Telenovelas
- 1995 : Caminos cruzados (Televisa) : Rubén
- 1996 : Para toda la vida (Televisa) : Amadeo
- 1996-1997 : Tú y yo (Televisa) : Javier
- 1997 : Salud, dinero y amor (Televisa) : Francisco, dit Pancho
- 1997-1998 : Mi pequeña traviesa (Televisa) : Hugo #2
- 1998-1999 : Soñadoras (Televisa) : Alberto Roque-Feller, dit Beto
- 1999-2000 : Cuento de navidad (Televisa) : José
- 2001 : Amigas y rivales (Televisa) : Roberto de la O. Teran Jr
- 2003-2004 : Alegrijes y Rebujos (Televisa) : Matías Sánchez
- 2005 : Contra viento y marea (Televisa) : Omar
- 2006-2007 : La plus belle des laides (La fea mas bella) (Televisa) : Jaimito Conde
- 2010 : Zacatillo, un lugar en tu corazón (Televisa) : Carretino Carretas/Gino Cappuccino
- 2011 : Una familia con suerte (Televisa) : Pancho Lopez[1]
- 2013 : Porque el amor manda : Francisco Fópez, dit Pancho
- 2015-2016 : Antes muerta que Lichita : Roberto Duarte, dit La Pantera Negra
- 2017-2018 : Caer en tentación : Andrés Becker Acher
- 2018 : Mi marido tiene más familia : Francisco López, dit Pancho

### Séries télévisées
- 2003 : La Parodia (Televisa) : divers rôles
- 2005 : El privilegio de mandar (Televisa) : Roberto Madrazo
- 2008-2009 : Los simuladores (Televisa) : Emilio Vargas
- 2013 : Cásate conmigo, mi amor : Marcelo Tablas
- 2016 : Burócratas : Ricardo

### Cinéma
- 2001 : Inspiración : Gabriel
- 2007 : Veritas El Principe de la verdad : Danny
- 2014 : La Dictature parfaite : Vocero
- 2016 : Busco novio para mi mujer : Paco

### Vídeoclips
- 2003 : Niña amada mía de Alejandro Fernández
- 2016 : La otra mujer de Pandora (groupe musical)
- 2016 : Buena suerte de Pandora (groupe musical)

## Théâtre
- 2005 : Una pareja de tres
- 2009 : 39 escalones
- 2012 : Las Obras Completas de William Shakespeare
- 2013 : El Tenorio Cómico
- 2014 : Cuentas Muertas
- 2017 : Bajo Terapia